# Le Favril (Nord)
Le Favril ist eine französische Gemeinde im Département Nord in der Region Hauts-de-France. Sie gehört zum Arrondissement Avesnes-sur-Helpe, zum Kanton Avesnes-sur-Helpe und zum Gemeindeverband Pays de Mormal. Die Bewohner nennen sich Favrilois. Der lateinische Ortsname lautet „Fabrilia“.

## Geografie
Die Gemeinde Le Favril liegt an der oberen Sambre im Regionalen Naturpark Avernois, 28 Kilometer südsüdöstlich von Valenciennes. Sie grenzt im Nordwesten an Landrecies, im Nordosten an Maroilles, im Osten an Prisches, im Süden an Fesmy-le-Sart und im Südwesten an La Groise. Das Siedlungsgebiet befindet sich auf 166 Metern über Meereshöhe. Das Gemeindegebiet wird vom Fluss Rivièrette durchquert.

## Bevölkerungsentwicklung
| Jahr                       | 1962 | 1968 | 1975 | 1982 | 1990 | 1999 | 2008 | 2013 | 2020 |
| Einwohner                  | 434  | 421  | 357  | 368  | 376  | 403  | 466  | 490  | 501  |
| Quellen: Cassini und INSEE |      |      |      |      |      |      |      |      |      |

## Sehenswürdigkeiten

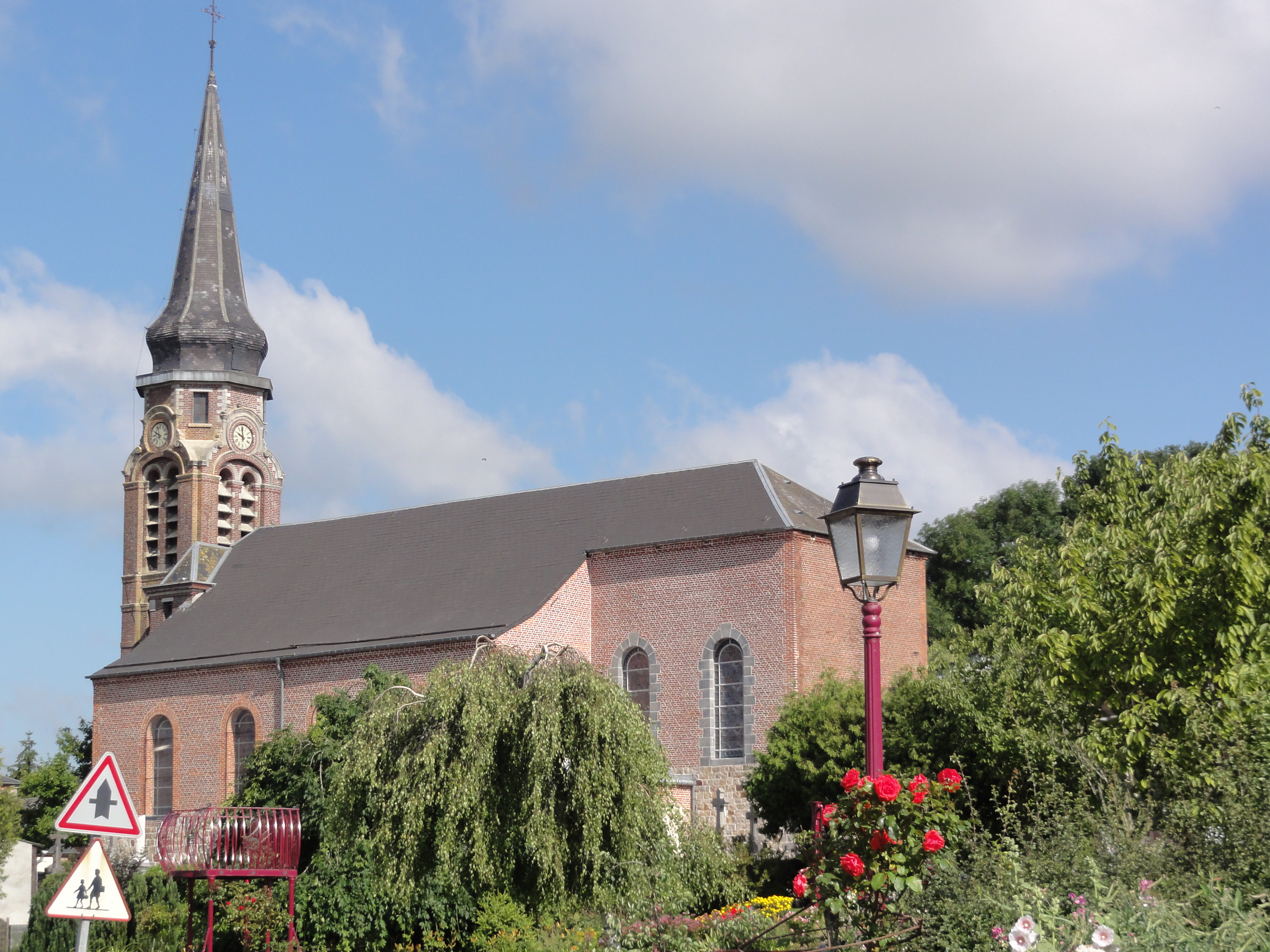
Kirche Saint-Nicolas
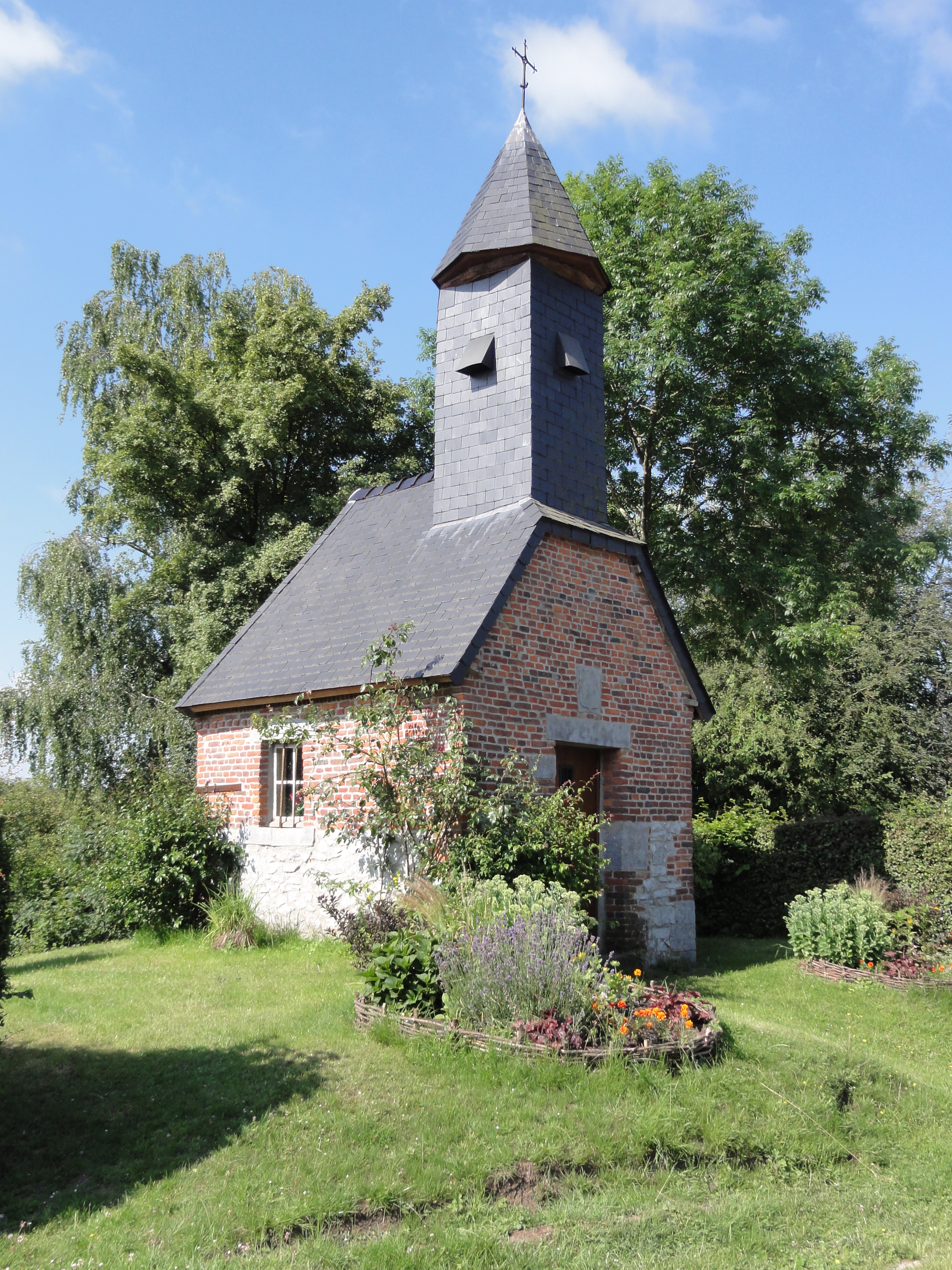
Kapelle Bon Dieu de Gibelot
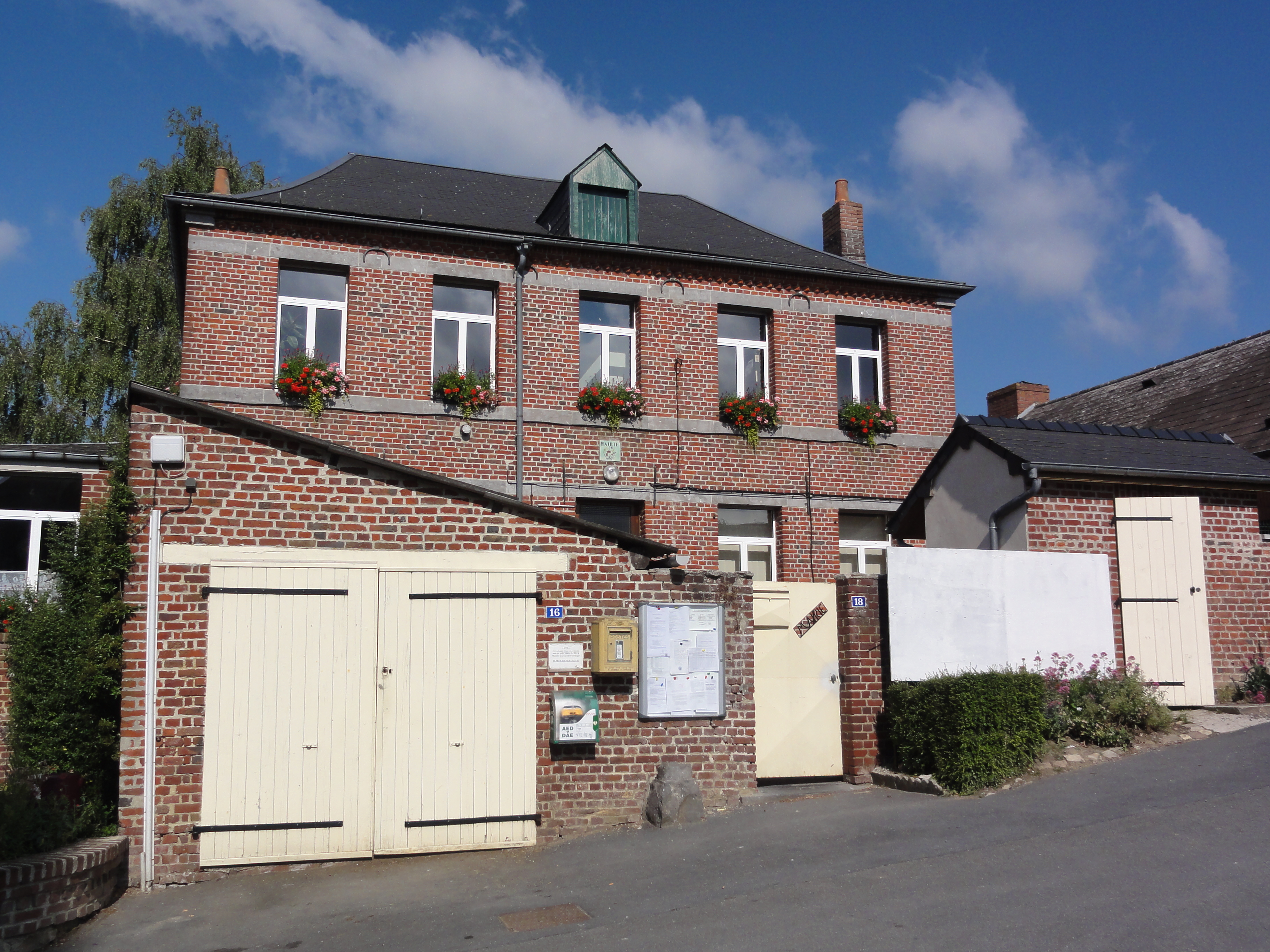
Rathaus (mairie)
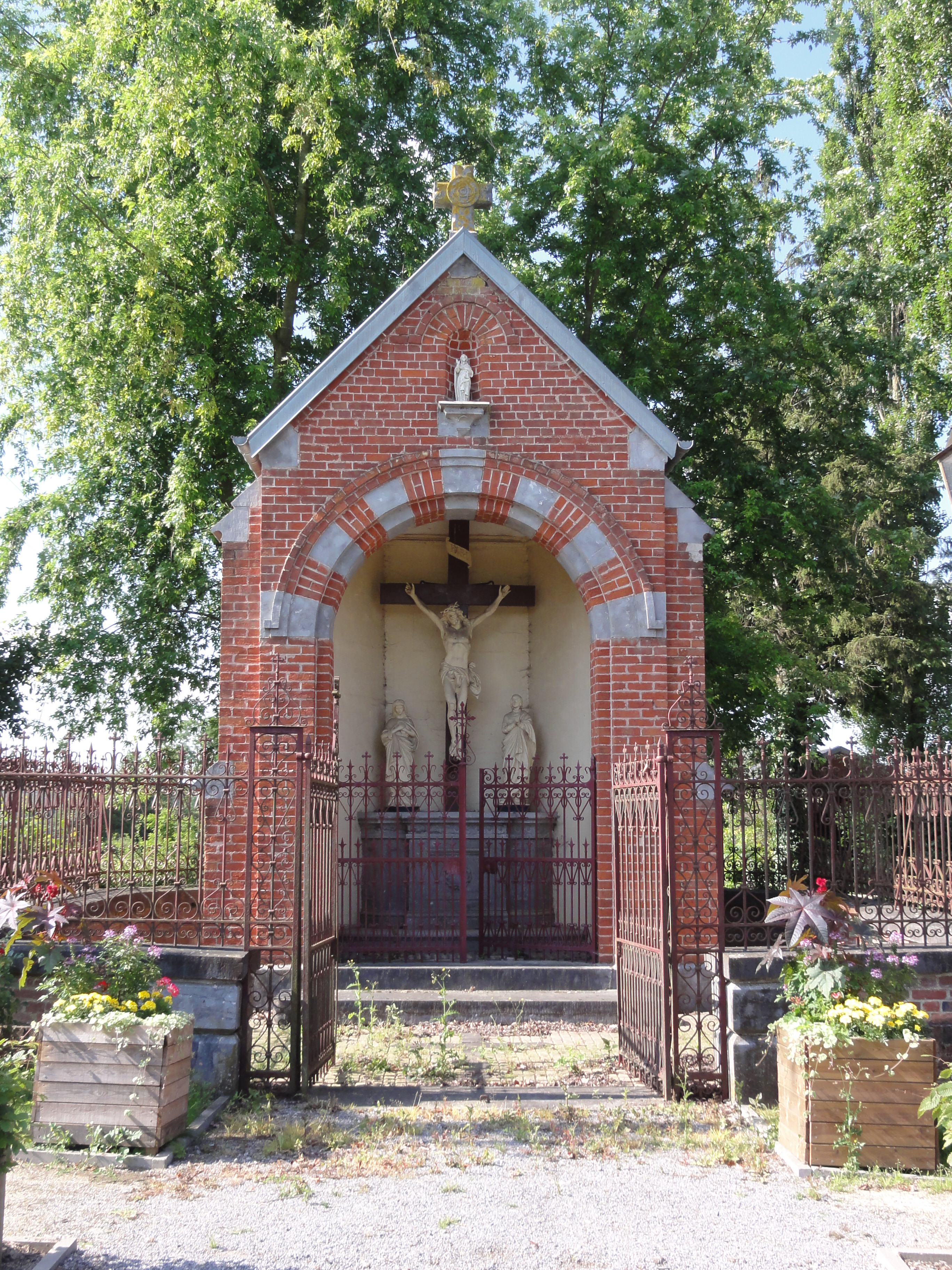
Eines der Oratorien in Le Favril
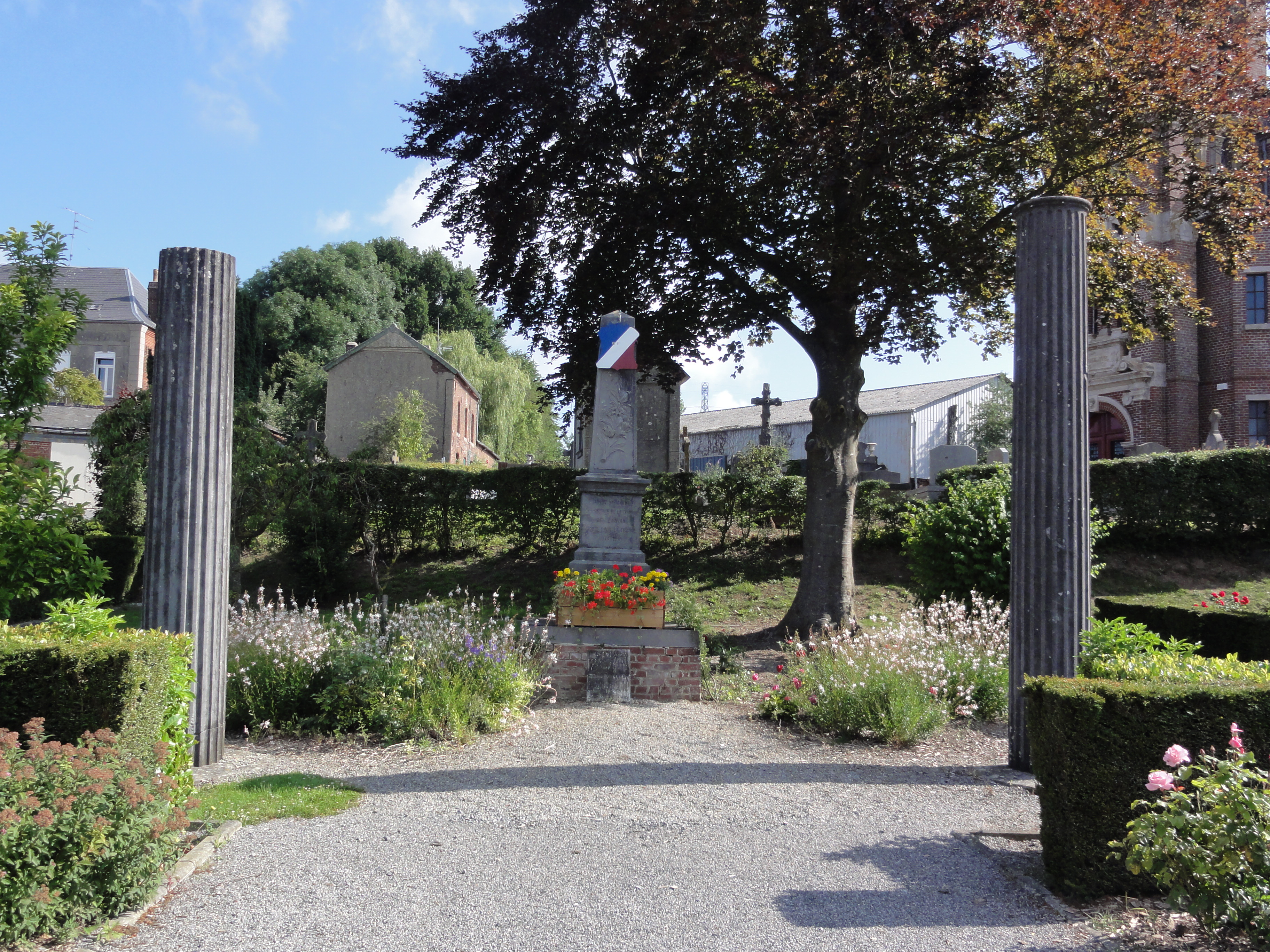
Gefallenendenkmal

- mehrere kleine Oratorien

- Kirche Saint-Nicolas
- Kapelle Bon Dieu de Gibelot
- Rathaus (mairie)
- Eines der Oratorien in Le Favril
- Gefallenendenkmal